# Mladen Ibler
Mladen Ibler (Zagreb, 18. prosinca 1937. - Holbaek, Danska, 22. srpnja 2017.), hrvatski liječnik anesteziolog, diplomat, publicist, erudit i poliglot.

## Životopis
Rođen u Zagrebu. Potječe iz jedne od najuglednijih hrvatskih porodica akademske provenijencije. U Zagrebu završio osnovnu i srednju školu te diplomirao na Medicinskome fakultetu 1963. godine. Kao mladi liječnik odselio je u Dansku 1969. godine. Također je diplomirao na Medicinskome fakultetu u Århusu u Danskoj 1969. godine. Od 1972. piše i objavljuje razne članke o hrvatskoj povijesti, politici i kulturi u iseljeničkim, domovinskim i inozemnim časopisima i novinama. O tim je temama držao predavanja na Sveučilištu u Århusu, na televiziji i u danskome Parlamentu. Specijalizirao je anesteziologiju i intenzivnu medicinu 1975. Bio je docent kliničke anesteziologije na Medicinskome fakultetu u Kopenhagenu te predavač na poslijediplomskim tečajevima anesteziologije Svjetske zdravstvene organizacije (WHO) u razdoblju od 1975. do 1979. Od 1979. voditelj je Odjela za anesteziologiju i intenzivnu medicinu Općinske bolnice u Holbaeku. Znanstveno se usavršavao od Amerike do europskog susjedstva i to u Houstonu, Minneapolisu i Grazu, te objavio mnogobrojne radove. S Tuđmanom se povezao sredinom 1984., u kući profesora Veterinarskoga fakulteta Ivana Ljubića u zagrebačkim Mlinovima. Vrhunac te konspirativne suradnje za međunarodno rješenje hrvatskoga pitanja dogodio se u proljeće 1989. godine kada se Iblerovom zaslugom tadašnji disident Tuđman uključuje u rad konferencije Zaklade za međunarodno razumijevanje, čija je tema bila Europske regije i mali narodi, koju je uoči pada Berlinskoga zida organizirao danski znanstvenik Folmer Wisti
Zadnjih četvrt stoljeća zrele životne dobi posvećuje se Ibler hrvatskoj diplomaciji. Organizirao je hrvatski seminar na međunarodnim konferencijama Zaklade za mir i sporazumijevanje u Kopenhagenu (1989.) i Beču (1991.). Godine 1989. učlanjuje se u HDZ, a iduće godine organizira Hrvatsku kulturnu zajednicu u Kopenhagenu, čiji je bio predsjednik. U suglasnosti s predsjednikom RH dr. sc. Franjom Tuđmanom neslužbeni je hrvatski predstavnik u Kraljevini Danskoj (1990. – 1993.). Tijekom Domovinskoga rata bio je opunomoćenik Hrvatskoga Crvenog križa u Danskoj (1992.), kao i počasni konzul RH u Danskoj (1994. – 1996.). Veleposlanik je RH u Švedskoj od 1996. do 1999., uz akreditaciju i u Finskoj (1997. – 1998.), te u Estoniji, Litvi i Latviji (1997. – 1999.). Ostat će zapamćen i kao uspješan veleposlanik RH u Australiji i Novome Zelandu (1999. – 2005.). Suradnik je Matičinih časopisa Matica i Hrvatskoga iseljeničkog zbornika. Otkrio je dio izvornih povijesnih vrela o Frankopanima, istražujući arhive od Senja do Stegeborga, od Krete do Lofota, preko Dubrovnika i Venecije do Jeruzalema – približivši hrvatskom čitateljstvu srednjovjekovnu Skandinaviju i hrvatske kolijevke državnosti na Mediteranu u svojoj posljednjoj knjizi Ivan VI. Anž Frankopan: U službi nordijskoga kralja, koja je objavljena u Zagrebu krajem 2014.

## Obitelj
Mladenova kći Marianne Ibler je danska arhitektica i publicistica. Otac Mladena Iblera je pneumoftizeolog Stanko Ibler, Drago Ibler Mladenov je stric, Janko Ibler Mladenov je djed.

## Nagrade
- Odlikovan Spomenicom domovinske zahvalnosti i Redom kneza Branimira s ogrlicom za zasluge građenja suvremene Republike Hrvatske.[3]

## Vanjske poveznice
- Croatia.org Mladen Ibler: Johan Vale or Franke, Croatian guide to Holy Land and castle commander of Swedish King Eric of Pommerania in 1420s